# Захаровская (Морозовский сельсовет)
Захаровская — деревня в Верховажском районе Вологодской области.
Входит в состав Морозовского сельского поселения, с точки зрения административно-территориального деления — в Морозовский сельсовет.
Расстояние по автодороге до районного центра Верховажья — 37,4 км, до центра муниципального образования Морозово — 3,1 км. Ближайшие населённые пункты — Боровая Пустошь, Фоминская, Сбоевская, Силинская-1, Морозово, Машковская, Мининская.
По переписи 2002 года население — 39 человек (19 мужчин, 20 женщин). Преобладающая национальность — русские (97 %).